# خدا جیرجیرکها را دوست دارد
خدا جیرجیرکها را دوست دارد فیلمی به کارگردانی و تهیه‌کنندگی مجید اسماعیلی محصول سال ۱۳۹۰ است.

## خلاصه داستان
حسن پسربچه بازیگوش و شیطانی است که تمام اهل محل و همکلاسی‌ها از دستش عاصی هستند. او بنا به اتفاقی به مسجد می‌رود و سعی می‌کند مکبر مسجد محل باشد او با تلاش بسیار خود را برای اینکار آماده می‌کند و در رقابت با سایر دوستانش قرار می‌گیرد و در این راه موقعیت‌های طنز فراوانی رخ می‌دهد…

## بازیگران
- مهدی مهاجری
- محمدرضا افشاری
- علیرضا استادی
- سیروس همتی
- حمیده مقدس زاده

## نمایش
فیلم «خدا جیرجیرکها را دوست دارد» علاوه بر نمایش در شبکه‌های مختلف تلوزیونی در جشنواره بین‌المللی فیلم کودک و نوجوان اصفهان/ یاس و شاپرکهای شهر به نمایش درآمد و درخشید.

## جوایز و افتخارات
دریافت تندیس بهترین فیلمِ کودکِ دهه ۸۰ از نخستین جشنواره بین‌المللی فیلم یاس.
دریافت تندیس بهترین فیلمِ بلند سینمایی از نخستین جشنواره فیلم شاپرکهای شهر (ایران، ترکیه)
کاندید بهترین بازیگرِ کودک از بیست و پنجمین جشنواره بین‌المللی فیلمهای کودک و نوجوان اصفهان.